# Symphyotrichum novi-belgii
Aster des jardins
Espèce
Classification phylogénétique
Symphyotrichum novi-belgii est une espèce de plante à fleurs de la famille des Asteraceae.
Cette espèce, souvent appelée « aster des jardins », est utilisée comme plante ornementale. Originaire d'Amérique du Nord, elle est parfois appelée « aster de Virginie ». En Europe, notamment en France, les cultivars fleurissent autour du mois d'octobre, mois des vendanges, ce qui a valu à l'espèce le nom de « vendangeuse ».
Scientifiquement parlant, elle n'est plus rangée parmi le genre Aster par nombre d'auteurs.
Elle est naturalisée ailleurs dans le monde, notamment en Europe où elle peut se montrer invasive comme l'espèce voisine, l'aster à feuilles lancéolées (Symphyotrichum lanceolatum).

## Description
C'est une plante herbacée vivace.

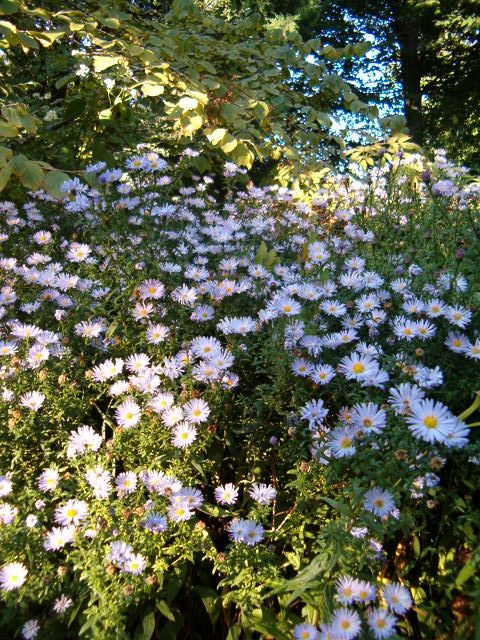
Parterre.

L'inflorescence est un capitule dont les fleurs périphériques, ligulées, sont mauves. Certains cultivars vont vers le bleu-violet (par exemple 'Schöne von Dietlikon') ou le rouge ('Septemberrubin'). Les fleurs centrales sont généralement jaune-orangé.
Les feuilles sont lisses. La plante peut atteindre une hauteur d'un mètre à un mètre cinquante.

## Espèce invasive
Cette espèce est considérée comme une espèce invasive de la liste noire par le Conservatoire Botanique National de Méditerranée. Elle est aussi invasive en Suisse.

## Sous-espèces
- Symphyotrichum novi-belgii var. novi-belgii
- Symphyotrichum novi-belgii var. villicaule (A.Gray) Labrecque & Brouillet

## Synonymie
- Aster novi-belgii L.